# Гетто в Заславле
Гетто в Засла́вле (осень 1941 — 29 октября 1941) — еврейское гетто, место принудительного переселения евреев посёлка Заславль Минской области и близлежащих населённых пунктов в процессе преследования и уничтожения евреев во время оккупации территории Белоруссии войсками нацистской Германии в период Второй мировой войны.

## Оккупация Заславля и создание гетто
В 1939 году в посёлке Заславль жили 248 евреев. Посёлок был захвачен немцами 28 (29) июня 1941 года, и оккупация продлилась более трёх лет — до 4 июля 1944 года.
Осенью 1941 года немцы согнали всех ещё живых евреев Заславля в гетто, под которое отвели здание бывшей казармы советских пограничников. Гетто было обнесено забором и круглосуточно патрулировалось. Узникам запрещалось выходить за пределы гетто, при этом никакой еды они не получали.

## Уничтожение гетто
Нацисты очень серьёзно относились к возможности еврейского сопротивления, и поэтому в большинстве случаев в первую очередь убивали в гетто или ещё до его создания евреев-мужчин в возрасте от 15 до 50 лет — несмотря на экономическую нецелесообразность, так как это были самые трудоспособные узники. Из этих соображений 26 и 27 сентября 1941 года нацисты убили всех еврейских мужчин в Заславле.
29 октября 1941 года всем евреям из гетто (около 150 человек) приказали погрузиться на гужевые повозки якобы для переселения в Минск. Всех их вывезли из Заславля и расстреляли в лесу у заранее вырытой ямы.

## Случаи спасения и «Праведники народов мира»

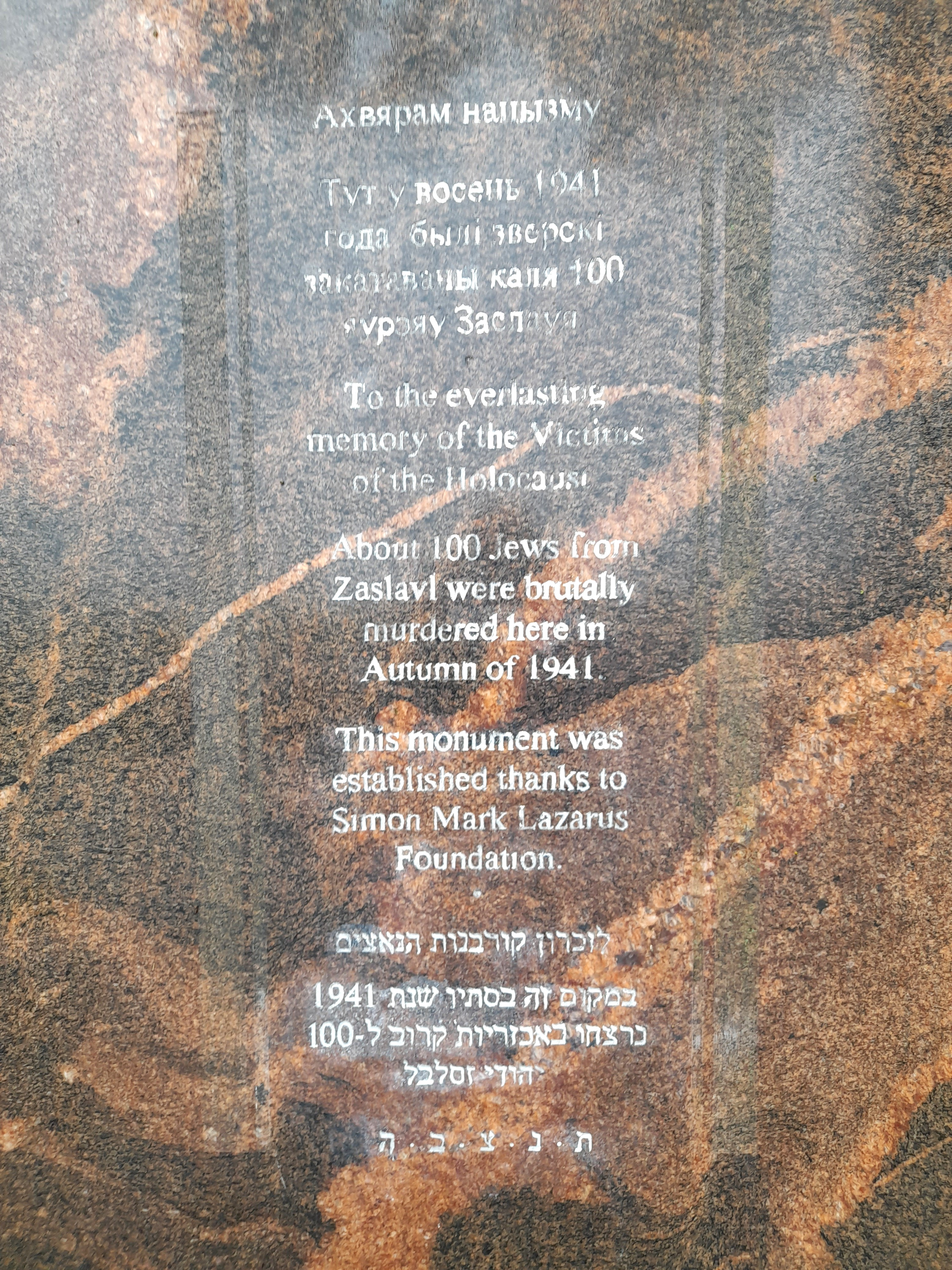
Надпись на памятнике у деревни Дехновка

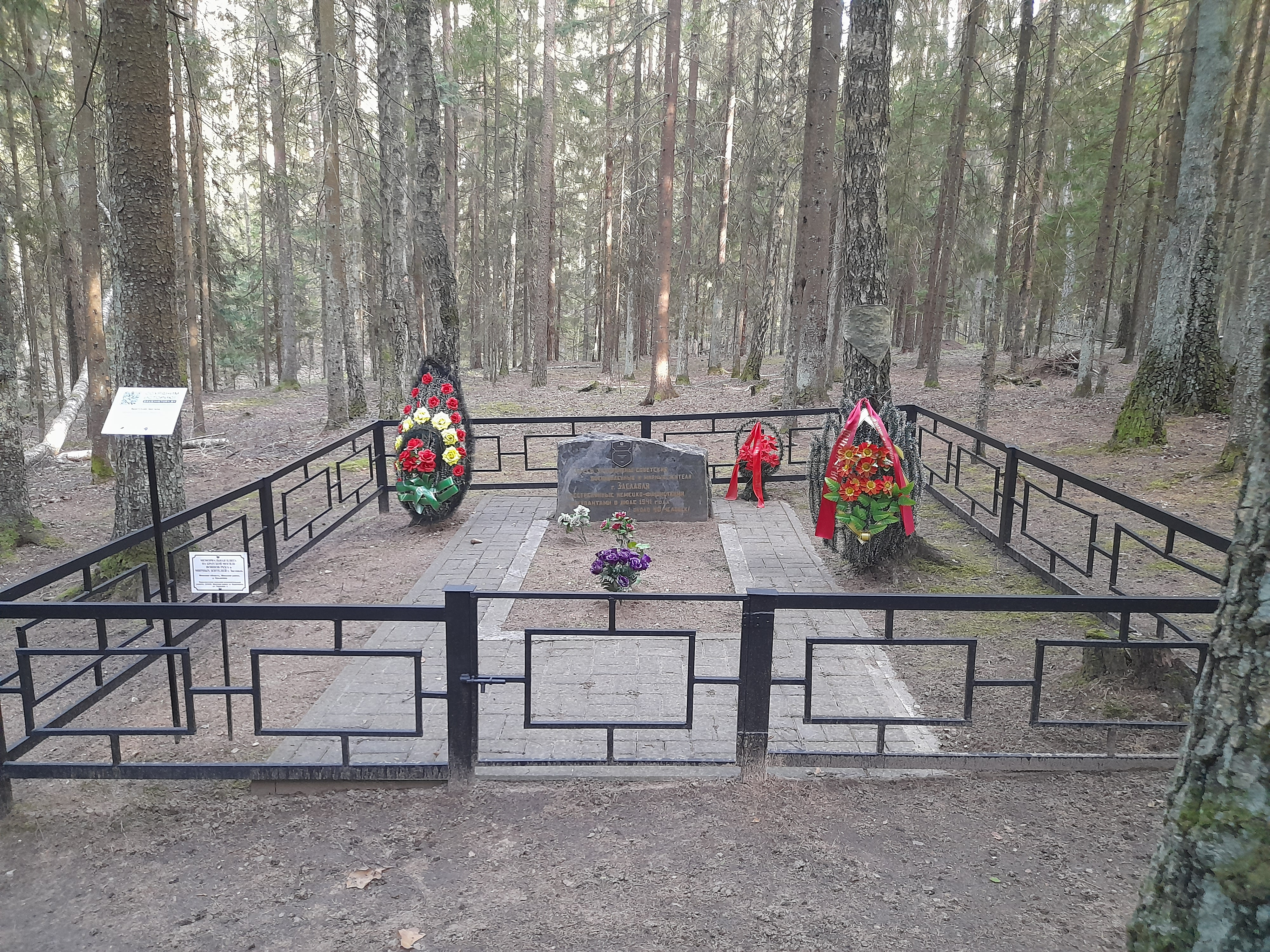
Памятник у деревни Крыжовка

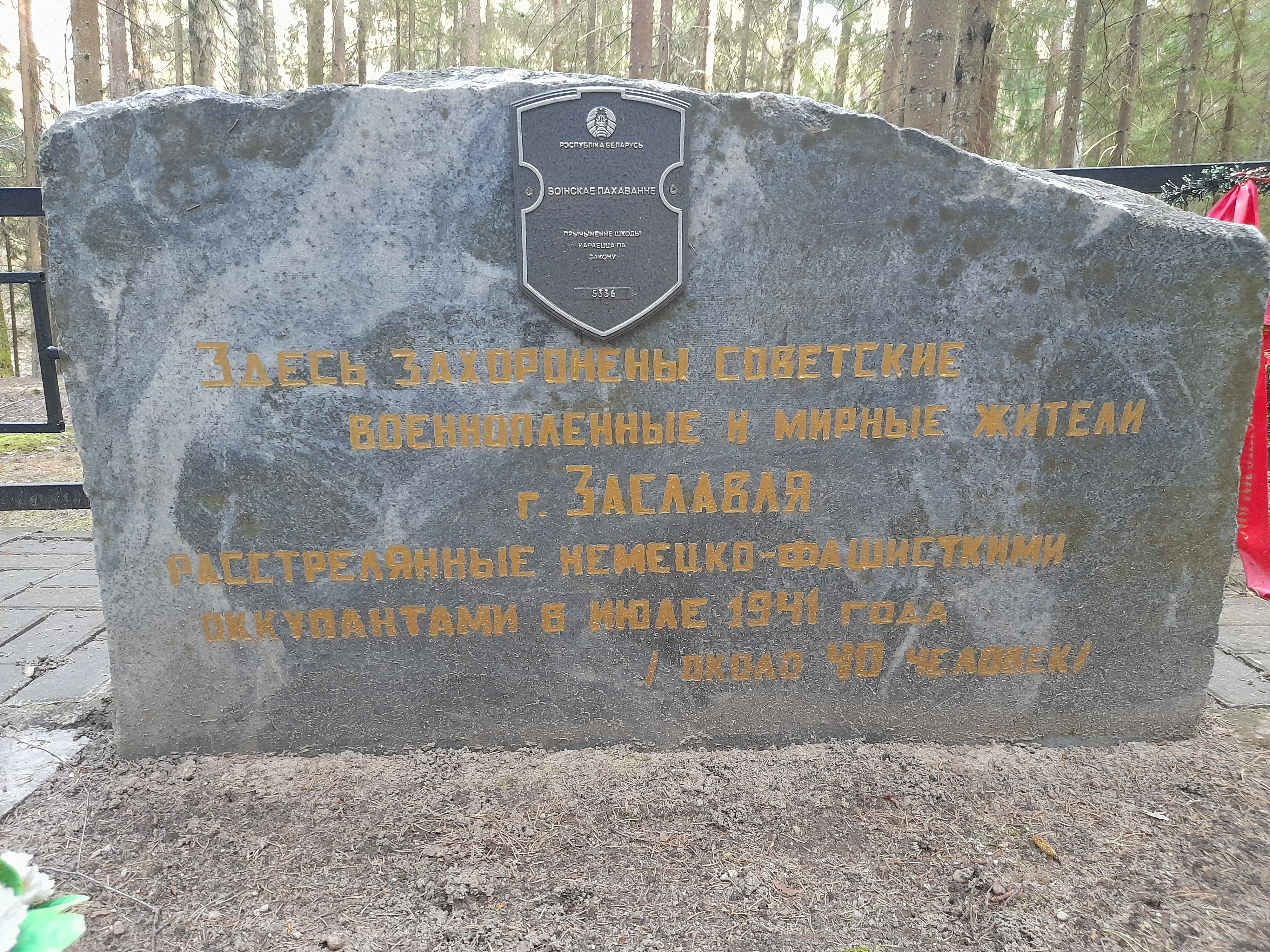
Надпись на памятнике у Крыжовки

Тумилович Казимир и Галина были удостоены почетного звания «Праведник народов мира» от израильского мемориального института «Яд Вашем» «в знак глубочайшей признательности за помощь, оказанную еврейскому народу в годы Второй мировой войны» за спасение Жилинского Анатолия, Брук Берты и Клары (Ляли) в Минске и Заславле.

## Память
В 2006 году на братской могиле узников Заславльского гетто (у бывшей деревни Дехновка) был установлен памятник.
В 1995 году в лесу рядом с деревней Крыжовка было обнаружено место расстрела ещё 40 (35) евреев из Заславля в 1944 году. На этом месте также установлен памятник.